# First Lady der Malediven
First Lady of the Maldives ist der Titel der Gattin des Präsidenten der Malediven. Der Titel „First Lady“ wird von der Regierung und in offiziellen Publikationen verwendet. Die derzeitige First Lady ist Fazna Ahmed, die Frau von Präsident Ibrahim Mohamed Solih, welcher seit dem 17. November 2018 im Amt ist. Bisher gab es noch keinen „First Gentleman“ der Malediven.
Die Malediven waren von 1965 bis 1968 ein Sultanat. Die Zweite Republik der Malediven wurde 1968 gegründet mit dem Präsidenten als Staatsoberhaupt. Der Titel First Lady wurde 1968 mit der Gründung der Präsidentschaft eingeführt.

## First Ladies der Malediven
| No. | Name              | Porträt | Amtsantritt       | Amtszeitende                      | Präsident der Malediven | Anmerkungen                                                                                    |
| --- | ----------------- | ------- | ----------------- | --------------------------------- | ----------------------- | ---------------------------------------------------------------------------------------------- |
| 1   | Naseema Mohamed   |         | 11. November 1968 | 11. November 1978                 | Ibrahim Nasir           | Naseema Mohamed war die erste First Lady. Sie war die dritte Frau von Präsident Ibrahim Nasir. |
| 2   | Nasreena Ibrahim  |         | 11. November 1978 | 11. November 2008                 | Maumoon Abdul Gayoom    | Die First Lady mit der längsten Amtszeit.                                                      |
| 3   | Laila Ali Abdulla |         | 11. November 2008 | 7. Februar 2012                   | Mohamed Nasheed         |                                                                                                |
| 4   | Ilham Hussain     |         | 7. Februar 2012   | 17. November 2013                 | Mohammed Waheed Hassan  |                                                                                                |
| 5   | Fathimath Ibrahim |         | 17. November 2013 | 17. November 2018                 | Abdulla Yameen          |                                                                                                |
| 6   | Fazna Ahmed       |         | 17. November 2018 | (Amtszeitende: 17. November 2023) | Ibrahim Mohamed Solih   |                                                                                                |